# 艾尔弗雷德·卡尔顿·吉尔伯特
艾尔弗雷德·卡尔顿·吉尔伯特（英語：Alfred Carlton Gilbert，1884年2月15日—1961年1月24日），美国前男子田径运动员，同時也是發明家、魔術師和玩具製造商。他曾代表美国参加1908年夏季奥林匹克运动会田径比赛，获得男子撑杆跳高金牌。